# جایگزین ارزشیابی دوزبانه
جایگزین ارزشیابی دوزبانه ((به انگلیسی: Bilingual Evaluation Understudy)) یا بلو ((به انگلیسی: BLEU)) روشی برای ارزیابی کیفی متن ترجمه شده توسط ماشین ترجمه یا دستگاه ترجمه ماشینی است.
کیفیت ترجمه با عددی بین ۰ و ۱ اندازه‌گیری می‌شود و اغلب به صورت درصد گزارش می‌شود. این عدد نمایانگر میزان نزدیکی ترجمه به مجموعه‌ای از ترجمه‌های انسانی با کیفیت خوب (که مجموعه مرجع خوانده می‌شود) است؛ بنابراین با این روش نمی‌توان قابل فهم بودن ترجمه یا درستی آن از نظر دستوری را ارزیابی نمود. این روش برای ارزیابی ترجمه ماشینی در سطح کلی کاربرد دارد و در حالتی‌که برای ارزیابی تک تک جملات بکار برده شود، بسیار بد کارمی‌کند.